# Linchen
Linchen (kinesiska: 林尘) är en köping i sydöstra Kina. Den ligger i Huazhou i staden Maoming i provinsen Guangdong, omkring 310 kilometer sydväst om provinshuvudstaden Guangzhou. Antalet invånare är 56 048. Befolkningen består av 27 242 kvinnor och 28 806 män. Barn under 15 år utgör 29,0 %, vuxna 15-64 år 60 %, och äldre över 65 år 10,0 %.